# Attila Manizade
Attila Manizade (Illa de Xipre, 1945) és un cantant d'òpera (baix) turc. Nascut a Xipre colonial, Manizade és ciutadan de Turquia i és un artista d'Estat.